# Peter Wessel Zapffe
Peter Wessel Zapffe (18. prosince 1899 Tromsø - 12. října 1990 Asker) byl norský spisovatel, filozof a horolezec.
Zapffe, vzděláním právník, byl ve filozofickém myšlení ovlivněn mimo jiné Arthurem Schopenhauerem, či Friedrichem Nietzsche. Zapffeho svéráznou metodou se však stal biologismus, či biosofismus, který se u něj objevuje nejprve v eseji Poslední mesiáš (Den sidste Messias, 1933) a posléze je rozpracován v doktorské dizertaci O tragičnu (Om det tragiske, 1941).